# Tournoi d'Afrique du Sud de rugby à sept
Ne doit pas être confondu avec Tournoi féminin d'Afrique du Sud de rugby à sept.
Le Tournoi d'Afrique du Sud de rugby à sept (en anglais : South Africa Sevens) est un tournoi de rugby à sept, étape du World Rugby Sevens Series, qui se déroule annuellement en Afrique du Sud.

## Historique
Après avoir été disputée à Stellenbosch lors de la première édition puis à Durban lors des deux suivantes, la compétition se déroule à l'Outeniqua Park de George pendant dix ans. En 2011, elle change de lieu et s'installe au Nelson Mandela Stadium à Port Elizabeth. À partir de 2015, l'étape se déroule au Cape Town Stadium de la ville du Cap.
Alors que la fin de la saison 2019-2020 est interrompue par la pandémie de Covid-19, l'organisation de la saison 2020-2021 est par avance profondément modifiée : la tenue de l'étape sud-africaine est entre autres abandonnée.

## Palmarès
| Année     | Stade                                  | Cup              | Cup     | Cup              | Plate / 5e place | Bowl / Challenge trophy | Shield / 13e place |
| Année     | Stade                                  | Vainqueur        | Score   | Finaliste        | Vainqueur        | Vainqueur               | Vainqueur          |
| --------- | -------------------------------------- | ---------------- | ------- | ---------------- | ---------------- | ----------------------- | ------------------ |
| 1999-2000 | Danie Craven Stadium, Stellenbosch     | Fidji            | 12 – 10 | Nouvelle-Zélande | Australie        | Tonga                   | –                  |
| 2000-2001 | Kings Park Stadium, Durban             | Nouvelle-Zélande | 34 – 5  | Fidji            | Afrique du Sud   | Portugal                | –                  |
| 2001-2002 | Kings Park Stadium, Durban             | Nouvelle-Zélande | 19 – 17 | Samoa            | Australie        | Namibie                 | Kenya              |
| 2002-2003 | Outeniqua Park, George                 | Fidji            | 24 – 14 | Nouvelle-Zélande | Argentine        | Namibie                 | Italie             |
| 2003-2004 | Outeniqua Park, George                 | Angleterre       | 38 – 14 | Nouvelle-Zélande | Argentine        | Canada                  | Kenya              |
| 2004-2005 | Outeniqua Park, George                 | Nouvelle-Zélande | 33 – 19 | Fidji            | Afrique du Sud   | Australie               | Portugal           |
| 2005-2006 | Outeniqua Park, George                 | Fidji            | 21 – 19 | Argentine        | Samoa            | Pays de Galles          | Canada             |
| 2006-2007 | Outeniqua Park, George                 | Nouvelle-Zélande | 24 – 17 | Afrique du Sud   | Pays de Galles   | Australie               | Portugal           |
| 2007-2008 | Outeniqua Park, George                 | Nouvelle-Zélande | 34 – 7  | Fidji            | Kenya            | Pays de Galles          | Canada             |
| 2008-2009 | Outeniqua Park, George                 | Afrique du Sud   | 12 – 7  | Nouvelle-Zélande | Angleterre       | France                  | Zimbabwe           |
| 2009-2010 | Outeniqua Park, George                 | Nouvelle-Zélande | 21 – 12 | Fidji            | Angleterre       | Pays de Galles          | Écosse             |
| 2010-2011 | Outeniqua Park, George                 | Nouvelle-Zélande | 22 – 19 | Angleterre       | Afrique du Sud   | Écosse                  | Zimbabwe           |
| 2011-2012 | Nelson Mandela Stadium, Port Elizabeth | Nouvelle-Zélande | 31 – 26 | Afrique du Sud   | Pays de Galles   | Écosse                  | Zimbabwe           |
| 2012-2013 | Nelson Mandela Stadium, Port Elizabeth | Nouvelle-Zélande | 47 – 12 | France           | Pays de Galles   | Australie               | Espagne            |
| 2013-2014 | Nelson Mandela Stadium, Port Elizabeth | Afrique du Sud   | 17–14   | Nouvelle-Zélande | Fidji            | Angleterre              | Écosse             |
| 2014-2015 | Nelson Mandela Stadium, Port Elizabeth | Afrique du Sud   | 26–17   | Nouvelle-Zélande | États-Unis       | Canada                  | Portugal           |
| 2015-2016 | Cape Town Stadium, Le Cap              | Afrique du Sud   | 29–14   | Argentine        | Fidji            | Écosse                  | Samoa              |
| 2016-2017 | Cape Town Stadium, Le Cap              | Angleterre       | 19–17   | Afrique du Sud   | Fidji            | France                  | Canada             |
| 2017-2018 | Cape Town Stadium, Le Cap              | Nouvelle-Zélande | 38–14   | Argentine        | Fidji            | Australie               | Kenya              |
| 2018-2019 | Cape Town Stadium, Le Cap              | Fidji            | 29–15   | États-Unis       | Angleterre       | Argentine               | Kenya              |
| Année     | Stade                                  | Cup              | Cup     | Cup              | 3e place         | 4e place                |                    |
| 2019-2020 | Cape Town Stadium, Le Cap              | Nouvelle-Zélande | 7–5     | Afrique du Sud   | France           | Fidji                   |                    |